# Scaphochlamys atroviridis
Scaphochlamys atroviridis là một loài thực vật có hoa trong họ Gừng. Loài này được Richard Eric Holttum miêu tả khoa học đầu tiên năm 1950.

## Từ nguyên
Tính từ định danh atroviridis từ atro- nghĩa là sẫm, đen xỉn và viridis nghĩa là xanh lục; ở đây để nói tới mặt trên phiến lá màu xanh lục rất sẫm của loài này.

## Mẫu định danh
Mẫu định danh: S.F.N. 30240; do Corner thu thập ngày 4 tháng 11 năm 1935 ở cao độ 500 ft (152 m) tại Bukit Kajang, huyện Kemaman, bang Trengganu (Terengganu).

## Phân bố
Loài này có ở huyện Kemaman, bang Terengganu, Malaysia bán đảo. Môi trường sống là rừng, ở nơi ẩm ướt nhiều bóng râm và đất thoát nước tốt, ở cao độ 152–165 m.

## Mô tả
Thân rễ bò lan; thân mọc thẳng đứng cao 1,5 cm hoặc thấp hơn, 1 lá, bẹ không lá nhiều dài nhất tới 4–5 cm rậm lông ngắn màu tía phồng lên che phủ; phiến lá mỏng, mặt trên màu xanh lục rất sẫm, mặt dưới nhạt màu hơn và thưa lông tơ, dài 14–20 cm và rộng 6–9 cm, đỉnh thuôn tròn, đáy hình nêm rộng và hơi men xuống; cuống lá dài 6–10 cm, với bẹ lá, bẹ thường dài 1,5 cm; cán hoa dài 3–5 cm, nhẵn nhụi hoặc gần nhẵn nhụi; trục cụm hoa dài 2–5 cm, lỏng lẻo nhiều hay ít, gồm 4-7 lá bắc; lá bắc sơ cấp màu xanh lục hoặc ở đáy hơi phồng ánh đỏ, góc ở nách ~45o, đáy lõm, bao lấy 2-5 hoa màu trắng tuyết hoa, đỉnh phẳng, mép nguyên hơi gợn sóng không nhăn, dài ~3-3,5 cm, rộng 1,5 cm, hình elip rộng, đỉnh thuôn tròn hoặc tù với phần nhọn đột ngột nhỏ rậm lông, phần còn lại gần như nhẵn nhụi; hoa thơm, cánh môi màu trắng, lá bắc thứ cấp thứ nhất dài ~1 cm và các lá bắc thứ cấp còn lại dài 5 mm, rộng lệch, nhọn đột ngột; đài hoa và bầu nhụy dài 1,3 cm; bầu nhụy nhẵn nhụi; ống tràng dài tới 2,5 cm, các thùy tràng dài 14–15 mm, gần đều, đáy rộng 4 mm; nhị lép dài bằng các thùy tràng hoa, gần thuôn dài, đáy và đỉnh thuôn tròn hơi nở rộng ngắn, rộng 5 mm; cánh môi dài ~18 mm, rộng ~15 mm, chẻ hai thùy tới nửa chiều dài, các thùy thuôn tròn xếp lợp, dải giữa màu vàng nhạt với các sọc màu tím hoa cà ở hai bên, ở đáy gần chỉ nhị có các đường màu tím hoa cà nhạt; chỉ nhị dài 3 mm; mô vỏ bao phấn dài 3 mm; mào liên kết thuôn tròn uốn ngược, hơi 3 thùy, thùy giữa lớn nhất, dài và rộng ~4 mm.